# Jogsértések magyarországi büntetés-végrehajtási intézetekben
Az alábbi szócikk a Magyarországi büntetés-végrehajtási intézetekben előfordult jogsértéseket mutatja be. Elforduló kifejezés a börtönártalmak is, ez azonban egy nagyobb halmaz, nem csak a jogsértések tartoznak ide, hanem bármilyen, az elítéltre károsan ható impulzus (például maga az elzárás ténye).

## Bevezetés
A kezdektektől fogva létezett a fogvatartás, a középkorban inkább mellékbüntetésként, Magyarország területén. A mai büntetés-végrehajtási rendszer a 19. században alakult ki a nagy börtönépítési hullámok idején, ekkor jelentek meg a klasszikus fogház, börtön, fegyház kategóriák.
A magyarországi büntetés-végrehajtási intézetekben (továbbiakban egyszerűsítve: börtönök) uralkodó körülményekre az idők során különféle panaszok merültek fel, ezek egy részét az utólagos vizsgálatok igazolták, másokat elutasítottak.
A szócikk nem foglalkozik általában a börtönök történetével, mindössze a bennük uralkodó körülményekkel kapcsolatos panaszokat, jogsértéseket gyűjti össze. Nem érinti ugyanakkor:
- a börtönbe szállítás során a rendőrségtől elszenvedett bántalmazások körét,
- a börtönbüntetéshez vezető igazságtalan ítéleteket,
- a börtönök létjogosultságát (az elzárást, szabadságvesztést) vitató, azt megkérdőjelező jogi álláspontokat,
- a jogsértésnek tekinthető, de nem a belső börtönélettel közvetlen kapcsolatban lévő rabszökéseket, szökési kísérleteket.

A rabok és a börtönőrök két különböző társadalomhoz tartoznak a börtönben, bár mindketten ismerik egymás szabályait és törvényeit. Nem jó szó, hogy ellenségek, de mindenképpen szembenálló felek.

## Kezdetek – 1900
Az egyik korai feljegyzés a magyar börtönök belső állapotára vonatkozóan Eötvös József A falu jegyzője című irányregényében (1845) található. Itt a főhős igazságtalan börtönbe kerülése után megismerkedik a fogvatartottakkal, akik egymás kínozzák, gyötrik, az őrök pedig nem foglalkoznak a problémáikkal.
Siklóssy László A régi Budapest erkölcsében megemlékezik a 19. század elején női fogvatartottak túlzsúfoltságáról, azok nyomorúságos sorsáról a börtönökben.

## 1945 – 1990
A kommunizmus idején, főleg annak első évtizedében a politikai okokból letartóztatott foglyok szenvedéseiről készültek nagyobb tanulmányok. Tomka Ferenc Halálra szántak, mégis élünk! című könyvében az egyházüldözéseket dolgozta fel. Érinti a börtönkérdést a 
A magyar katolikusok szenvedései 1944–1989 – Havasy Gyula dokumentumgyűjteménye is.
A Kádár-korszak börtönvilágát az 1956-os forradalom utáni politikai foglyokkal való megtorlások, majd később a köztörvényes bűnözők tartási körülményeit érő kritikák jellemzik. Utóbbira példa Moldova György, aki számos riportot készített az 1980-as években különböző magyarországi börtönökben, ezeket Szabadíts meg a gonosztól! címmel gyűjtötte össze és adta ki 1990-ben. Könyve a szocializmus végének mintegy enciklopédikus börtönkrónikája. Művében megemlékezik a foglyok egymással való brutális viselkedéséről, beleértve a:
- verbális bántalmazást (gyakran rasszista éllel mind cigányok, mind nem cigány magyarok részéről,[6] halálos fenyegetőzést, ha a hatalmaskodást jelzi az őröknek)[7]
- fizikai bántalmazást (pl. őrök általi megveretést rendőrségi fogdában,[8] rabtársak részéről széklábbal ütést, cigaretta eloltást bőrön,[9] 2 kg Ultra-paszta megetetés)[10]
- szexuális erőszakkal fenyegetőzést,[11] tényleges erőszakot,[12] ami gyakran fizikai veréssel is jár,[13] férfiprostitúcióra kényszerítést,[14]
- megalázást (ágy alá beküldést, és onnan kutyaként ugatásra kényszerítést)[9]
- öngyilkosságot (facsavar tekerése fejbe, agyba;[8] kanállal hasfelvágás és beleinek kiszedése;[8])

A fentieken túl egyes helyeken kisebb-nagyobb utalások vannak börtönkörülményekre is (pl. bogarak sokasága), illetve a börtönvezetés gyengesége (pl. Tököl) a rabok közti érdekcsoportok, családi összefonódások szabad kialakulásáról.
Ezt az időszakot Fliegauf Gergely úgy értékeli, hogy az árvaházakból, állami nevelőintézetekből áthozott magatartási formák elterjedése határozta meg, azok alakították ki a speciális, rabok közötti börtönbeli hierarchiát.
1985-ben Bebukottak címmel Mész András dokumentumfilmet forgatott a Tököli Fiatalkorúak Büntetés-végrehajtási Intézetében. Az igazinak tűnő, brutális – bár ebben az esetben csak a rendező kedvéért eljátszott – jelenetek miatt a film a késő szocialista Magyarországon betiltásra került. Csak az 1990-es rendszerváltás után lehetett szabadon újra forgalmazni.
A politikai okokból elítélt Keszthelyi Zsoltot 1987–1989-ben a hírhedt Márianosztrai Fegyház és Börtönben – börtönőreinek tudtával – köztörvényes bűnözők súlyosan bántalmazták.

## 1990 – napjaink
Fliegauf Gergely börtönpszichológusként dolgozott a 2010-es években. Úgy találta, hogy börtönről alkotott negatív elképzelések sajnos megfelelnek a valóságnak.
Fő fogalom a prizonizáció (börtönélethez való alkalmazkodás).
- Az 1990-es évek óta történt, legsúlyosabb, napvilágra került eseteket a szócikk alján lévő táblázat gyűjti össze, alább inkább általánosságok olvashatók.

A rabokat 1-1 intézeten belül nem mindig bűncselekményük alapján osztják be 1-1 cellába, hanem elvégzendő munkák szerint. (Persze ettől még a fogház, börtön, fegyház kategóriák összefüggésben állnak a báncselekmények súlyosságával.)
A kínzások felfedezése az őrök részéről akár hónapokig eltarthat.
A következő problémák szokták érinteni a rabokat vagy azok egy részét:

### Túlzsúfoltság
Magyarországon Boros János 2016-os interjújában 140%-osra becsülte a börtönök túlzsúfoltságát. (Ez egyébként jobbnak számított, mint az akkori román börtönviszonyok.)
https://helsinki.hu/az-elmult-33-evben-nem-voltak-ennyien-bortonben-magyarorszagon/
https://telex.hu/belfold/2024/02/26/bunozes-borton-szenvedes-elitelt-eljaras-igazsagszolgaltatas-kriminologus-helsinki-bizottsag
https://24.hu/kozelet/2016/09/13/eves-kozben-szagoljak-a-vecet-a-rabok-a-magyar-bortonokben/

### Szabadlevegőn való sétától megfosztás
9:34-től 

### Kábítószerhasználat
Bár törvénybe ütköző cselekedett, Fliegauf szerint elterjedt a börtönökben a kábítószerhasználat (kristály, biofű, dizájner drogok, régebben Rivotril-nyugtató). Ezek fölött az őrök általában szemet hunynak, a becsempészésüket eltűrik a nyugalom, börtönlázadás elkerülése érdekében.

### Fizikai erőszak, bántalmazás rabok részéről
A börtönökben a híradások nem ritkán szólnak erőszakos cselekedetek előfordulásról. A más rabok részéről az elítélttel szemben alkalmazott erőszaknak többféle oka lehet:
- összeszólalkozásból, vitából

Akár a polgári életben, a börtönökben is kialakulhat verekedés kölcsönös vitából. Példa erre a 2023-ban a szombathelyi börtönben történt eset. Itt összeszólalkozás fajult vitáig, amelyből verekedés alakult ki. Az egyik rab életét vesztette.
- eltorzult morális indítékból, az elkövetett bűntett súlyossága miatt

Bizonyos bűncselekmények elkövetőire (felnőttek börtöneiben is) bántalmazás várhat a rabtársak részéről, azok – súlyosan eltorzult, ugyanakkor saját bűncselekményükkel nem foglalkozó – igazságérzetének kiélése miatt. Ilyennek tekinthető elsősorban a gyermekek ellen elkövetett cselekmények (erőszak, szexuális bűnök) elkövetőit ért bántalmazások. Boros János börtönpszichológus szerint „ugyanis a börtönökben a legjobban a pedofiloknak és a gyerekbántalmazóknak kell tartaniuk, ahogy a szexuális erőszak tevőket sem kedvelik. Ezeket az elítélteket gyakran megverik, terrorban tartják.” Fliegauf Gergely is ismer hasonló történeteket. Itt a verésen és a rendszeres megalázáson kívül például az elítélt hátán való cigarettaeloltással, talpának partvisnyéllel való ütésével „bővült” a kínzások sora. Ilyen okból bántották például rabtársa elmondása szerint Szita Bence gyilkosát.
- nem morális indítékból I.: Gyengeség

A fentiektől független csoport az, amikor nincs (még eltorzult álláspontból sem megokolt) etikai ok a rabok részéről a bántalmazásra. Ezekben az esetekben a rabok „elsősorban a gyengéket bántják, és ahogyan az állatvilágban is az erősebb marad fenn.” Ez alól kivétel lehet, ha valamilyen területen ügyesek a többi rab szórakoztatására (pl. jól tudnak rajzolni), vagy gazdagok, és hozzátartozóiktól csomagokat kapnak, amiket aztán elvehetnek a többi rabok. A bántalmazott fiatalok gyakran kisebb léptékű bűncselekmények miatt kerülnek börtönbe, és nincsenek előre felkészülve az ott rájuk váró körülményekre.
- nem morális indítékból II.: Szadista szórakozás

Fiatal rabok gyakran szórakozásból verik meg cellatársaikat. Ennek egy fajtái azok a szadista „játékok”, melyekben a „Ki a kutya?”, „Kit tisztelsz?” jellegű kérdésekre – a bántalmazandó válaszától függően – a negatívan értékelt cellatárs „jutalmazza” fizikai bántalmazással a bántalmazandót. Előfordul a cellába kerülő új rab szubkultúrájának idegensége váltja ki az erőszakot. Előfordult, hogy a mélyre süllyedt, borzalmas környezetből börtönbe kerülő fiatalok igazából nem is tudják, miért bántják egymást (pl. cellatársak verték és erőszakolták egymást. A miért kérdésre többektől „Nem tudom” volt a válasz. Más esetben: „Mindenki beszélgetett vele, aztán adtam neki két pofont. Azért adtam neki, mert új gyerek volt”). Felmerül a kérdés, hogy mi késztet brutális tettek elkövetésére egyes rabokat. Fliegauf úgy látja, hogy ezeknél a fiatal raboknál a hazulról hozott „börtönhöz hasonló körülmények” a meghatározók. Ők régtől fogva túlélésük érdekében szinte bármire képesek.
Fő szabályként felállítható, hogy a fiatalabb rabok általában erőszakosabbak, mint az idősebbek. Boros János börtönpszichológus szerint „a fiatalok állandóan ütik-verik egymást.”
A börtönök úgynevezett pszichoszociális részleg fenntartásával igyekeznek megvédeni azokat a rabokat a erőszaktól, akik esetén – gyengeségük, mentális állapotuk, bűncselekményük – miatt tartani kell a bántalmazás előfordulásától. ilyen célokat szolgálhatnak a magánzárkák is, utóbbiak alkalmazása egyébként – más, közösségi életben jobban működő raboknál – büntetésként is előfordulhat. Fliegauf Gergely börtönpszichológus egyébként a magánzárkák általános bevezetésében, a közösségi zárkák felszámolásában látja a börtönbeli erőszak megszüntetésének lehetőségét.
A verések olyan módon is történhetnek, hogy ne legyen nyomuk se kívül, se a ruha alatt.

### Bántalmazás őrök részéről
Napjainkban nem gyakran, de olykor előfordulnak híradások az őrök erőszakos viselkedéséről, verekedéséről is.
Fontos kiemelni ugyanakkor, hogy bizony esetekben (a rab veszélyes magatartása esetén) a börtönök dolgozóinak joguk van erőszakot alkalmazni, amelynek a cselekedettel arányosnak kell lennie.

### Szexuális erőszak,férfiprostitúció
A börtönökben való jogsértések súlyos szintű része a szexuális erőszak elkövetése alkalmi, vagy rendszeres, férfiprostitúciós jelleggel. Bár többféle esetről számoltak be a különböző sajtóorgánumok, fő szabályként kijelenthető: általában a gyengébb rabokra vár a szexuális bántalmazás áldozatává válás (néha önként).
Mivel a cellák általában személyiségi okokból nincsenek bekamerázva, az őröknek gyakran csak feltételezéseik vannak, mi folyik benn. Fliegauf itt is kiemeli:
„Biztos, hogy gyakran előfordul orális vagy anális szexre való kényszerítés. Implicit módon persze kiderülhetnek ezek a dolgok is: ciccegéssel, beszólásokkal hozzák egymás tudomására, hogy mi történt. Ha érted a nyelvüket, akkor rájöhetsz dolgokra. A szexre kényszerítés megelőzésének egyetlen módja az egyszemélyes zárka lenne, de erre semmi esély, a magyar börtönök ugyanis túlzsúfoltak.”
Boros János 1971-től dolgozott börtönpszichológusként. Szerinte (2016-os nyilatkozat) a szexuális erőszak azokra a börtönökre jellemzőbb, ahol fiatalkorúak vannak. Úgy véli, „a fiataloknál általában minden zárkában van egy köcsög vagy csicskás, akit megerőszakolnak.” Aki jelenti a bajait, azt esetleg más cellába helyezik át, ahol ugyanez várhat rá, ezen felül pedig besúgónak („vamzer”) is fogják rabtársai tekinteni. Máshol (2019-ben) Boros úgy nyilatkozott, hogy a leggyengébbeknek fel szokták tenni a kérdést, hogy melyik akar lenni [csicska vagy szerető], de csak akkor, ha éppen nincs hiány valamelyikből. A felügyelők nem fogják meghatározni, ki hova tartozik a hierarchiában, ezt a börtönökben erőszakos úton intézik el egymás között.
Előfordult olyan is, hogy egy kétszemélyes zárkában egy idősebb rab erőszakolt meg egy gyengébb, fiatalabbat.
A fentiekhez még adalékokat szolgálatnak Moldova György 1990 körüli kutatásai (ld. fenti könyvét.) A börtönbeli homoszexualitás ekkori előfordulásával kapcsolatban Moldova még megjegyzi, hogy a belső terror általában hallgatásra kényszeríti az elszenvedőket, orvoshoz ritkán fordulnak, és míg az akkori hivatalos adatok szerint „csak” a börtönlakók 2-3% lehet érintett ebben a kérdésben, a valóság akár férfiak esetében 40-60%, nőknél 80-90% is lehet. Ugyanakkor utal rá, hogy előfordulnak a börtönbeli elzártságból fakadóan saját kezdeményezésre is kialakuló homoszexuális kapcsolatok is, illetve jelentős (a Moldova által vizsgált homoszexuális csoport 35%-a) részük már börtönbe kerülés előtt meg lett rontva más férfiak által, míg 65%-uk a börtönben vált (saját vagy mások akarata folytán) ilyenné. Tud viszont még a szexuális erőszakok kapcsán hírhedt Tököli börtön kapcsán is olyan zárkáról, ahol elvből nem tűrték meg a homoszexuálitást a rabok. Hozzátartozik az igazsághoz, hogy bár a homoszexuális magatartás, erőszaktevés nem számít ritkaságnak a fentiek alapján, a rabok és az őrök a Tököly börtönben rettegtek az odakerült, (külvilágban) AIDS-et kapott homoszexuálisoktól, azokat nem tűrték meg maguk között.
2013-ban Bogdán László, Cserdi polgármester bűnmegelőzési programja keretében cigány gyerekeket és szüleiket vitte sokkoló börtönlátogatásra fiatalkorúak és felnőttkorú elítéltek börtönébe. Az országos vitát kiváltó program célja az volt, hogy a börtönviszonyokkal szembesülés elrettentő hatást váltson ki a fiatalokban és a szüleikben. A figyelemfelhívó címválasztás is tudatos volt; Bogdán szerint a börtönön belüli erőszak általános, megfogalmazásában az a köcsög „akit a börtönben akaratán kívül lerendeznek”, ez ellen pedig a leghatékonyabb védekezés, ha nem kerül börtönbe az ember. A programban egyébként részt vett egy megyei börtönigazgató-helyettes, egy börtönlelkész, és Kertész János nyugállományú rendőr ezredes, a Baranya Megyei Rendőr-főkapitányság volt bűnügyi igazgatója, aki elmondta: „Nemi aberráció, erőszak, öngyilkosság. Ez is várhat az elítéltekre, és erről kíméletlen őszinteséggel beszéltünk.”
Felmerül a kérdés, hogy a börtönök vezetői, munkatársai miért nem védik meg az elítélteket a fenti borzalmaktól. Egy amerikai hasonló esetben két vélemény merült fel: az intézetnek (1) „nem volt kialakult rendszere a hasonló esetek megoldására”, vagy (2) „a vezetésnek esze ágában sem volt megvédeni” az elítéltet.

### Gyilkosság
Nem túl gyakori a magyarországi börtönökben, ugyanakkor van rá példa. (ld. lentebb a táblázatot)

## Jogsértésekkel kapcsolatos statisztikák
| Adat              | Időszak               | Esemény | Forrás ideje | Forrás |
| ----------------- | --------------------- | --- | ------------ | ------ |
| 0                 | 1980 és 2005 között   | halállal végződő verekedés nem fordult elő magyarországi börtönökben. | 2013         | [ 51 ] |
| 27 + 96 + 131     | 2011-ben              | ennyi szemérem elleni erőszakra, súlyos testi sértésre, és kényszerítésre derült fény a magyarországi büntetés-végrehajtási intézetekben                                                                     | 2012         | [ 52 ] |
| több, mint 10.000 | évente                | ennyi fiatalkorú kerül rács mögé Magyarországon | 2015         | [ 53 ] |
| néhány            | évente                | ennyi, a 2010-es széklábas esethez hasonló, különlegesen brutális kínzásról szereznek tudomást a börtönök dolgozói                                                                                           | 2015         | [ 1 ]  |
| 30-40 ezer        | évente                | ennyi ember fordul meg a magyar büntetés-végrehajtásban | 2015         | [ 34 ] |
| 25                | 2014-ben              | ennyi esetben indult eljárás szexuális erőszak kapcsán | 2015         | [ 34 ] |
| 80-90             | évente átlagosan      | olyan eset, amikor a rabok súlyos sérülést szenvednek el egymástól | 2018         | [ 54 ] |
| kb. 18.000        | 2018                  | ember fogvatartott Magyarországon | 2018         | [ 54 ] |
| 350               | 2014                  | ennyi erőszakos bűncselekményre derült fény magyarországi magyarországi büntetés-végrehajtási intézetekben összesen (elsősorban súlyos testi sértések és kényszerítések). A tendencia állítólag a csökkenés. | 2024         |        |
| 3                 | a 2016 előtti években | „három ember halt bele bizonyítottan hivatalos személyek intézkedésébe” | 2017         | [ 55 ] |
| 120.000           | éves szinten          | körülbelül ennyi bűnelkövető válik ismertté itthon, tíz százalékuknak kell leülnie a büntetését | 2024         | [ 56 ] |
| 1/3               | általánosan           | a magyarországi bűnelkövetők ennyi része bűnismétlő | 2024         | [ 56 ] |

## Súlyosabb, napvilágra került konkrét esetek az utóbbi 30 évből
A listában a halállal végződő cselekmények koponya-ikonnal () külön ki lettek emelve. A hiányzó adatok „h. n.” = „helyszín nélkül”, „é. n.” = „évszám nélkül”, illetve „n. a. = nincs adat” rövidítésekkel szerepelnek. Az elkövetőknél a rabtársakat () és az őröket () ikon jelzi.
| Évszám     | Helyszín                  | Elkövetők | Jogsértés | A jogsértést szenvedett elítélésének oka, kora |
| ---------- | ------------------------- | --------- | --- | ---------------------------------------------- |
| é. n.      | h. n.                     |           | egy darabot kivágtak az egyik rab lábából | n. a.                                          |
| é. n.      | h. n.                     |           | egy embert a börtönlépcsőn rúgtak le, mert informálta a felügyeletet a rivális csapatról, és ez kiderült | n. a.                                          |
| é. n.      | h. n.                     |           | elítélt ujjának lereszelése | pedofília, n. a.                               |
| é. n.      | h. n.                     |           | két hétig éheztették cellatársai | n. a.                                          |
| 1999       | Budapest, Nagy Ignác utca |           | megverés, orális fajtalanságra kényszerítés, megerőszakolás ígérés | autólopás, 15,5 éves                           |
| 2005       | Márianosztra              |           | cellatársai agyonverték | n. a.                                          |
| 2007       | Tököl                     |           | kínozták, fajtalankodásra kényszerítették, végül felakasztották rabtársai | n. a., 19 éves                                 |
| 2008       | h. n.                     |           | cellatársai megerőszakolták | autólopás, n. a.                               |
| 2008       | Kecskemét                 |           | cellatársa megerőszakolta | n. a.                                          |
| 2008       | Szirmabesenyő             |           | cellatársai fajtalanságot követtek el rajta | n. a., 16 éves                                 |
| 2010       | Székesfehérvár            |           | három rabtársa napokon keresztül verte, kínozta, orális fajtalanságra kényszerítette, megerőszakolta, partvisnyelet, majd egy széklábat vertek a végbelébe | „enyhébb bűncselekmények”, 16 éves             |
| 2010       | Vác                       |           | rabtársai agyonverték | pedofília, 63 éves                             |
| 2011       | Vác                       |           | öngyilkos lett | n. a.                                          |
| 2011       | Kaposvár                  |           | cellatársa megverte, száját tűvel és cérnával összevarrta, hátára pengével feliratot karcolt, egyik lábát tollal összeszurkálta, a másikat összevagdosta, és megfenyegette, hogy eszik a húsából | n. a., fiatalkorú                              |
| 2011       | Székesfehérvár            |           | felakasztotta magát előzetes letartóztatásban | n. a., 19 éves                                 |
| 2012       | Budapest, Kozma utca      |           | halálra verték rabtársai | n. a., 61 éves                                 |
| 2013       | Gyula                     |           | cellatársai agyonverték | n. a., 18 éves                                 |
| 2013       | Tököl                     |           | verték és megerőszakoltak rabtársai | n. a., fiatalkorú                              |
| 2014       | Debrecen?                 |           | verték, megalázták rabtársai | n. a.                                          |
| 2015 k.    | Szirmabesenyő             |           | a sértettet cellatársai megalázták, megverték, csótányt etettek vele | n. a., fiatalkorú                              |
| 2015       | Szirmabesenyő             |           | a 2 sértettet cellatársai megalázták, ételüket elvették, megverték, megerőszakolták (a bántalmazók azonosak a fenti szirmabesenyőiekkel) | n. a., fiatalkorúak                            |
| 2015       | Győr                      |           | megalázták, nedves törülközővel verték és fojtogatták rabtársai | pedofília, n. a.                               |
| 2015       | Győr                      |           | verték, nekifutásból mellbe rúgták, megalázták, megerőszakolást helyeztek kilátásba cellatársai | n. a.                                          |
| 2015       | Sopronkőhida              |           | kiverte a fogát egy rabtársa (2013-ban kisebb bántalmazásokat már elszenvedett) | Szita Bence egyik gyilkosa                     |
| 2016       | Debrecen                  |           | verték, megalázták, orális és anális fajtalanságra kényszerítették rabtársai két rabot (az elkövetőek részben azonosak a 2014-es cselekmény elkövetőivel) | n. a., fiatalkorúak                            |
| 2016       | Budapest, Kozma utca      |           | az őrök megverték (a boncolás során 43 ütésre, rúgásra, taposásra utaló nyomra került fény), ezt követően túladagolta a fájdalomcsillapítót (halálával kezdetben az őröket gyanúsították) | rablás, 44 éves                                |
| 2017 előtt | Kalocsa                   |           | verték, padlót nyalattak fel vele, cigarettát nyomtak az arcába, testébe, ételét elvették rabtársai, volt hogy napokig nem ehetett ezért | Polcz Erika, Szita Bence egyik gyilkosa        |
| 2017       | Szombathely               |           | cellatársai halálra megalázták, csikkeket, hányást (WC-ből), és a felmosó cipőfűző vastagságú szálai etették meg vele, verték, sebeit öngyújtóval égették, ráálltak, taposták és ugráltak rajta, ájulásig fojtogatták; a sértett végül egy reggel eltört nyaki pajzspoccal belehalt a hányásába (az orvos szakértők összesen 54 sérülést találtak a halott testén) | lopás, 37 éves                                 |
| 2018       | Tököl                     |           | kiverte az összes fogát a cellatársa | 8 éves kislány meggyilkolása, 16 éves          |
| 2018       | Pálhalma                  |           | félholtra verték cellatársai munkavégzés elvállalása kapcsán kialakult vitában, koponyája betört, agyi ödéma alakult ki nála | zsarolás, 47 éves                              |
| 2018       | Budapest                  |           | felakasztotta magát | drogbirtoklás, 36 éves                         |
| 2020       | Budapest, Kozma utca      |           | rabtársa brutálisan összeverte egy összeszólalkozás után | n. a.                                          |
| 2021       | Márianosztra              |           | 500.000 Forintos ún. „védelmi pénz” meg nem fizetése miatt megszúrták, és sebébe sót szórtak, hogy jobban csípje | n. a.                                          |
| 2021       | Szeged                    |           | cellatársa verte, moslékot etetett vele, később majdnem halálra itatta, a sértett vízmérgezést kapott, felborult a szervezete nátriumháztartása, és agyödéma alakult ki nála. | n. a.                                          |
| 2021       | Pálfalva                  |           | megverték, vizeletivásra kényszerítették, poloskákat, csótányokat etettek meg cellatársai | pedofília, n. a.                               |
| 2022       | Budapest, Kozma utca      |           | cellatársai halálra verték | drogbirtoklás, 36 éves                         |
| 2023       | Szombathely               |           | tévés zeneműsor bekapcsolásán verekedett össze két rab, az egyik életét vesztette | n. a.                                          |
| 2023       | Tiszalök                  |           | félholtra verték az őrök szabályszegésért | n. a.                                          |
| 2024       | Miskolc                   |           | kiverték a fogát, lenyelették vele, és egy ujját is eltörték az őrök egy rabnak, mert szerintük csak színlelte epilepsziás rohamát | n. a.                                          |
| 2024       | Tököl                     |           | a fogvatartotti ülőkével ölte meg rabtársa | n. a.                                          |
| 2024       | Tököl                     |           | változatos módszerekkel bántalmazták és meg is erőszakolták egy rabtársulat a foglyok | n. a.                                          |

## Panasztétel jogsértések esetén
Jogsértés megtörténte esetén a Magyar Helsinki Bizottság azt javasolja, hogy a rab a nevelőjének, az osztály vezetőjének, a börtönorvoshoz, esetleg a börtönparancsnoknak, börtönügyésznek tegyen panaszt. A panasztételre írásban és személyes beszélgetés keretében is lehet módot találni.
A börtönön kívüli világban az alapvető jogok biztosa (ombudsman) felé is lehet panaszt tenni, ebben az esetben az ombudsman vizsgálatot kérhet, ajánlásokat írhat, amelyek nyilvánosak. Saját költségen fizetett vagy a hely vármegyei kormányhivatal jogi segítségnyújtó osztályáról kirendelt ügyvédhez, vagy éppen a Magyar Helsinki Bizottsághoz is fordulhatnak a panasztevők.
Fontos kiemelni, hogy a rabok gyakran félelemből nem tesznek panaszt kínzóikra.

## Videófelvételek
- Tánczos Gábor élete a börtönben – tv2play.hu, Közzététel:
- Rémálom a rácsok mögött: Mi zajlik valójában a magyar börtönökben? – Youtube.com, Közzététel: 2024. aug. 26.
- Cigánybűnözés a börtönökben – Youtube.com, Közzététel: 2015. jún. 29.
- Szita Bence gyilkosának halála – Youtube.com, Közzététel: 2017. febr. 9.

## Egyéb külső hivatkozások
- https://nlc.hu/foto/20160928/nok-bortonben/
- https://bm-tt.hu/wp-content/uploads/2022/02/Korszakvaltas_LO-RES.pdf
- https://kepmas.hu/hu/bortonpszichologia-posz-krisztina-bortonpszichologus-vaci-borton-fogvatartottak-hierarchia
- https://24.hu/belfold/2015/07/08/embertelen-korulmenyek-a-fiatalkoruak-bortoneben/
- https://real.mtak.hu/93089/1/Mezey_bortonugy_nyomdanak.pdf
- https://bv.gov.hu/hu/pszichoszocialis-reszleg
- https://www.antikvarium.hu/konyv/fehervary-istvan-bortonvilag-magyarorszagon-38554-0
- https://bookline.hu/search/search.action?page=1&searchfield=+B%C3%B6rt%C3%B6n%C3%BCgy+Magyarorsz%C3%A1gon
- https://www.jogiforum.hu/hir/2018/11/23/bortonvilag-a-fogvatartott-szemevel-mar-elerheto-a-bvop-filmje-egy-egyedulallo-projekt-az-evszazados-sztereotipiak-ledontesere/
- https://hvg.hu/itthon/20150708_Csotanyok_eroszak_valadek_a_falakon__emb
- https://adjukossze.hu/civil/szervezet/23052
- https://168.hu/itthon/feszult-pillanatok-es-elveboncolas-a-racsok-mogott-konyvterapian-jartunk-a-fiatalkoruak-bortoneben-158884
- https://24.hu/belfold/2021/03/10/koronavirus-gyorskocsi-borton/
- https://hvg.hu/itthon/200837_oMBuDSMAN_A_FIATALKoRuAK_FoGVA_TARTASARoL_V
- https://hvg.hu/itthon/200926_JELENTES_A_NoI_BoRToNoKRoL_Cellaellenorzes
- https://www.duol.hu/helyi-kultura/2024/06/a-noi-sors-borton-raccsal-vagy-anelkul
- https://www.szeretlekmagyarorszag.hu/multunk/az-elso-magyar-noi-bortonben-apacak-voltak-a-fegyorok/
- http://acta.bibl.u-szeged.hu/70847/1/forum_discipulorum_2018_371-404.pdf
- https://helsinki.hu/noi-bortonok-magyarorszagon/
- https://helsinkifigyelo.444.hu/2021/11/24/ott-all-az-ember-egyedul-nincs-hova-elinduljon-semmije-sincs-mar-nok-a-bortonben
- https://24.hu/belfold/2016/06/10/akiket-5-6-eve-kiedzett-a-fiatalkoruak-bortone-azok-ulnek-most-a-bortonokben/
- https://index.hu/belfold/noiborton/
- https://roviden.hu/2023/08/31/mi-folyik-itt-megprobaltak-megeroszakolni-egy-noi-bortonort-a-szegedi-csillagbortonben
- https://www.boon.hu/helyi-eletstilus/2021/09/huszonot-ev-bortonben-nokent-a-fogvatartottak-kozott
- https://sassy.hu/eletmod/igy-kerult-egy-noi-bortonor-egy-ferfi-bortonbe-megfogadtam-ha-nyugtalanul-alszom-a-munka-miatt-otthagyom-az-egeszet/
- https://444.hu/2022/04/16/se-torvenyek-se-az-eszszeruseg-nem-indokolja-hogy-bortonkorhazban-kellett-meghalnia-a-vegstadiumu-rakos-tortenelemtanarnak
- https://arsboni.hu/elet-a-bortonben-avagy-a-bunelkovetok-tarsadalmi-reintegraciojanak-elosegitese/
- https://helsinki.hu/zsufoltsag-es-rossz-banasmod-a-marianosztrai-bortonben/